# Ácido etanoico
O ácido acético (do latim acetum, azedo), CH3COOH, oficialmente chamado ácido etanoico, é um ácido carboxílico (especificamente, um ácido monocarboxílico), saturado e de cadeia aberta. Em sua forma impura, é popularmente conhecido como vinagre (±4.0% de ácido acético em solução aquosa). Quando está livre de água é conhecido como ácido acético glacial. É conhecido por ser um ácido fraco, corrosivo, com vapores que causam irritação nos olhos, ardor no nariz e garganta e congestão pulmonar. Um reagente químico importante e largamente utilizado na indústria química, usado na produção de politereftalato de etileno (PET), sendo este utilizado em garrafas de bebidas, o acetato de celulose utilizado na película fotográfica, o acetato de polivinil utilizado na cola de madeira, também utilizado para limpeza e desinfecção. A demanda global do ácido acético é em torno de 6,5 milhão toneladas por ano, desta aproximadamente 1,5 Mt/a são encontrados a partir da reciclagem; o restante é manufaturado dos estoques petroquímicos ou das fontes biológicas.
O ácido acético é obtido industrialmente através de variadas tecnologias e matérias primas. Com relação à matéria prima, de origem fóssil pode-se citar o petróleo e carvão, e de fontes renováveis, a cana de açúcar. Os processos a partir de fontes fósseis são os mais utilizados para a obtenção do produto e destaca-se a carbonilação de metanol, que é responsável pela maior parte do ácido acético produzido em escala mundial.
O ácido acético é uma molécula central na bioquímica, e é produzido em alguma proporção por quase todas as formas de vida.

## Nomenclatura
Ácido acético (do latim acetum, azedo) é o nome reconhecido pela IUPAC. A abreviatura mais comum e oficial para o ácido acético é AcOH ou HOAc.
É um ácido fraco, estando pouco dissociado em solução aquosa.
HAc ⇄ H+ + Ac- (em solução aquosa)
Neste caso ( HAc equivale ao ácido acético). Ac significa o grupo acetil CH3−C(=O)−;. No contexto de reações ácido-base a abreviatura HAc é usada frequentemente onde a AC significa o anion acetato (CH3COO−), embora este uso seja considerado por muitos como errôneo. (Deve-se ter cuidado para não confundir AC. com a abreviatura para o elemento químico actínio.)
O ácido Acético tem a fórmula empírica CH2O e a fórmula molecular C2H4O2. O último é escrito frequentemente como CH3CO2H, CH3-COOH, CH3COOH ou H3CCOOH para refletir melhor sua estrutura. O íon que resulta da perda de H+ do ácido acético é o anion acetato. O nome acetato também pode se referir a um sal que contêm este anion, ou a um éster do ácido acético.

## História

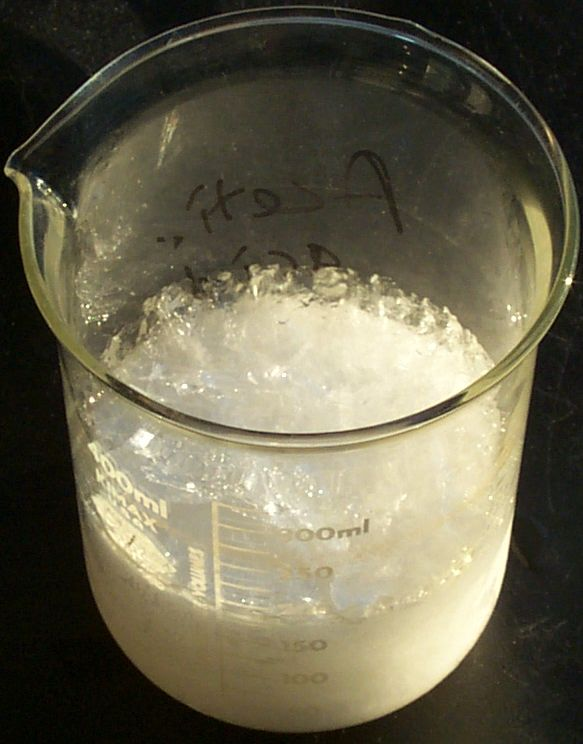
Precipitado de ácido acético

O vinagre é tão velho quanto a própria civilização, talvez mais velho. As bactérias produtoras de ácido acético estão presentes em todo o mundo, e toda a cultura que pratica fermentação da cerveja ou do vinho descobriu inevitavelmente o vinagre como o resultado natural destas bebidas alcoólicas que ficam expostas ao ar ambiente.
O uso do ácido acético na química se estende na antiguidade. No século III a.C., o filósofo grego Teofrasto descreveu como o vinagre agia em metais e produzia os pigmentos úteis na arte, incluindo a ligação branca (carbonato de chumbo) e o verdigris (verde cobreado), uma mistura verde com sais de cobre (II) (o acetato cúprico). Os antigos romanos ferviam um saboroso vinho em um recipiente de chumbo para produzir um licor altamente doce chamado "sapa". A sapa era rica em acetato de chumbo, um açúcar também chamado doce de chumbo ou no açúcar de Saturno, o que alegadamente terá contribuído para a intoxicação de pessoas da aristocracia romana.
O alquimista persa Jabir ibne Haiane (Geber) no século VIII obteve o ácido acético através da destilação. No renascimento, o ácido acético glacial foi preparado com a destilação seca. O alquimista alemão Andreas Libavius do século XVI descreveu destilação seca, e comparou o ácido acético glacial produzido por este meio ao vinagre. A presença da água no vinagre tem um efeito tão profundo nas propriedades do ácido acético que por séculos muitos químicos acreditaram que esse ácido acético glacial e o ácido encontrado no vinagre eram duas substâncias diferentes. O químico francês Pierre Adet provou serem a mesma substância.
Em 1847, o químico alemão Hermann Kolbe sintetizou o ácido acético de materiais inorgânicos pela primeira vez. A sequência da reação consistiu na cloração do bissulfeto de carbono ao tetracloreto de carbono, seguido pela pirólise ao tetracloroetileno e a cloração aquosa ao ácido tricloroacético, e concluindo com redução eletrolítica ao ácido acético.
Em 1910, o ácido acético glacial foi obtido pela destilação seca da madeira. O ácido acético foi isolado pelo tratamento com hidróxido de cálcio, resultando em acetato de cálcio que foi acidificado então com ácido sulfúrico para recuperar o ácido acético.

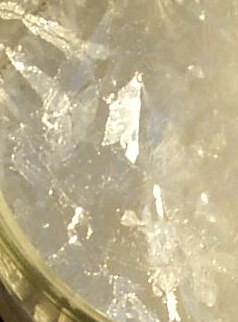
Detalhe dos cristais de ácido acético

## Propriedades

### Físicas
- Líquido de cheiro penetrante, incolor.
- Solúvel em água em qualquer proporção.
- Solidifica a - 17,6 °C e entra em ebulição a + 118,1 °C.
- Ácido acético glacial: quando o ácido acético se solidifica, forma cristais brilhantes, incolores e transparentes com aspecto de gelo. Devido a este fato, o ácido acético, quando puro, recebe o nome de ácido acético glacial.

### Químicas
- Densidade = 1,049 g/mL
- Ioniza em solução aquosa produzindo um cátion ( H+), por molécula.
- Suas moléculas se atraem por pontes de hidrogênio
- Ka = 1,8 . 10 - 5
- Grau de ionização: 3%
- Reage com álcoois produzindo ésteres.
- Reage com bases originando sais orgânicos mnj.

### Bioquímica
O ácido acético é produzido e excretado por determinadas bactérias, notavelmente o Acetobacter e o Clostridium acetobutylicum. Estas bactérias são encontradas geralmente nos gêneros alimentícios, na água, e no solo, pois o ácido acético é produzido naturalmente. O ácido acético é também um componente da lubrificação vaginal dos seres humanos e dos outros primatas, onde parece servir como um agente antibacteriano suave.
Ácido etanoico pode ser encontrado em bebidas alcoólicas. Alguns estudantes britânicos conseguiram ligar um veículo motorizado à base de componentes ricos em ácido etanoico, por aumentar muito o nível de combustão, tornando assim possível, um veículo preparado, capaz de dar ignição a partir do ácido. (Experiência inspirada no clássico "De Volta Para o Futuro")

## Obtenção
O ácido acético é produzido sinteticamente e pela fermentação bacteriana. Hoje, a forma biológica representa aproximadamente 10% da produção mundial, mas permanece importante para a produção do vinagre, pois pelas leis que determinam a pureza do alimento mundial estipula que o vinagre usado na alimentação deve ser de origem biológica. Aproximadamente 75% do ácido acético feito para o uso na indústria química é feito pela carbonilação do metanol, explicado abaixo. Outros processos são os seguintes: isomerização de formiato de metilo, conversão de gás de síntese em ácido acético, oxidação em fase gasosa de hydrocarbonetos, de etileno e etanol. O ácido acético é frequentemente um produto secundário de diferentes reacções: durante a síntese de ácido acrílico a partir de propano, propileno e acroleína, o ácido acético é também produzido com selectividades entre 1 e 15%. A produção fermentativa de ácido láctico também produz ácido acético. A produção mundial total do ácido acético é estimada em 5 Mt/a (milhão toneladas por ano), aproximadamente a metade é produzida nos Estados Unidos. A produção europeia está em aproximadamente1 Mt/a e está em declínio, e 0.7 Mt/a são produzidos no Japão. São recicladas 1.5 Mt todos os anos, trazendo ao mercado mundial total a 6.5 Mt/a.

### Fermentação acética
O microorganismo Mycoderma aceti produz uma enzima alcooloxidase que catalisa soluções alcoólicas, principalmente o vinho, produzindo uma solução aquosa de ácido acético denominada vinagre.
CH3 - CH2 - OH + O2 (ar) + enzima → CH3 - COOH + H2O (vinagre)

### Destilação e Carbonização da madeira
A madeira, quando seca, aquecida a 250 °C em presença de uma corrente de ar origina quatro frações. Uma delas é uma solução aquosa, o ácido pirolenhoso, que contém aproximadamente 10% de ácido acético.
Também no processo de carbonização da madeira, ao lavar a fumaça emitida para fins de recuperação do alcatrão e/ou despoluição da fumaça, após a decantação, há uma fase menos densa com, no mínimo, 7% de ácido acético (ao se utilizar água na lavagem).

### Oxidação do acetaldeído
o ácido acético é fabricado a partir do acetaldeido, por oxidação e em presença de catalisadores:
CH3 - COH + [ O ] → CH3 - COOH

### Carbonilação do metanol
A produção de ácido acético a partir de metanol e monóxido de carbono, a valores elevados de temperatura e pressão, foi apresentada pela primeira vez pela BASF no ano de 1913. Em 1941, foi comprovado a eficácia do uso de catalisadores, formados por complexos coordenados de elementos do grupo VIII da tabela periódica, nas reações de carbonilação. Nesse estudo, foi desenvolvido um processo a 700 bar e 250 °C utilizando catalisador de iodeto de cobalto(II). Entretanto, somente em 1960 o processo de carbonilação a partir de catalisador de cobalto foi comercializado pela BASF.
A empresa Monsanto, no final dos anos 1960, descreveu uma rota de produção de ácido acético a baixa pressão utilizando um catalisador de iodeto de ródio, a qual apresentava atividade e seletividade mais altas do que o processo envolvendo catalisador de cobalto. Ainda nos anos 1960, a Monsanto passou a utilizar irídio como catalisador na reação de carbonilação do metanol e essa rota de produção, desde os anos 1990, tem sido comercializada pela British Petroleum (BP) e o processo ficou conhecido como processo cativa. Esse mecanismo de produção apresenta vantagens frente ao processo catalisado por ródio, tais como, elevada estabilidade catalítica, operação com baixos teores de água e quantidade inferior de subprodutos líquidos.
Os processos catalisados por cobalto, ródio e irídio são semelhantes pela necessidade de utilizarem o iodeto como promotor da reação, entretanto, as cinéticas possuem etapas que limitam a taxa das diferentes reações. Em todos os processos existem dois ciclos catalíticos em comum, um que envolve o catalisador de complexo coordenado e outro com um promotor de iodeto.
No processo BASF, catalisado por cobalto, utiliza iodeto de cobalto (II) para gerar, in situ, [Co2(CO)8] e iodeto de hidrogênio. Quando comparado com os demais processos de carbonilação, são necessárias condições severas de temperatura e pressão para obter taxas de reação aceitáveis comercialmente. A geração do nucleófilo ativo, [Co2(CO)4 ]- é considerada uma reação de shift, onde [Co2(CO)8] é o catalisador e hidrogênio formado é dissociado via complexo hidreto de tetracarbonil cobalto [HCo(CO)4].
[Co2(CO)8] + H2O + CO → 2 [HCo(CO)4] + CO2
O iodeto de metila que é formado pela reação do iodeto de hidrogênio e metanol reage com o ânion [Co(CO)4]- . O iodeto facilita a reação porque é de mais fácil liberação que o grupamento hidroxila. Tem-se, então, a formação do complexo [CH3Co(CO)4] e em seguida a migração do metil para, a reação deste complexo com o monóxido de carbono formando [CH3COCo(CO)4].
O intermediário não reage com o iodeto, pois este não se coordena ao cobalto. O iodeto de acetila, CH3COI, é formado pela reação do iodeto de hidrogênio com o complexo [CH3CO(CO)4], regenerando o complexo aniônico [Co(CO)4]- . A rápida hidrólise do iodeto de acetila produz o ácido acético e iodeto de hidrogênio. O rendimento de ácido acético atinge 90% baseado em metanol e 70% em monóxido de carbono e os subprodutos do processo da BASF são metano, acetaldeído, etanol, dióxido de carbono, ácido propanoico, acetatos de alquila e 2-etil-1-butanol.
Além do Processo Basf, o ácido acético pode ser obtido, a partir da carbonilação do metanol, através do Processo Monsanto e do Processo Cativa.

## Aplicações e usos

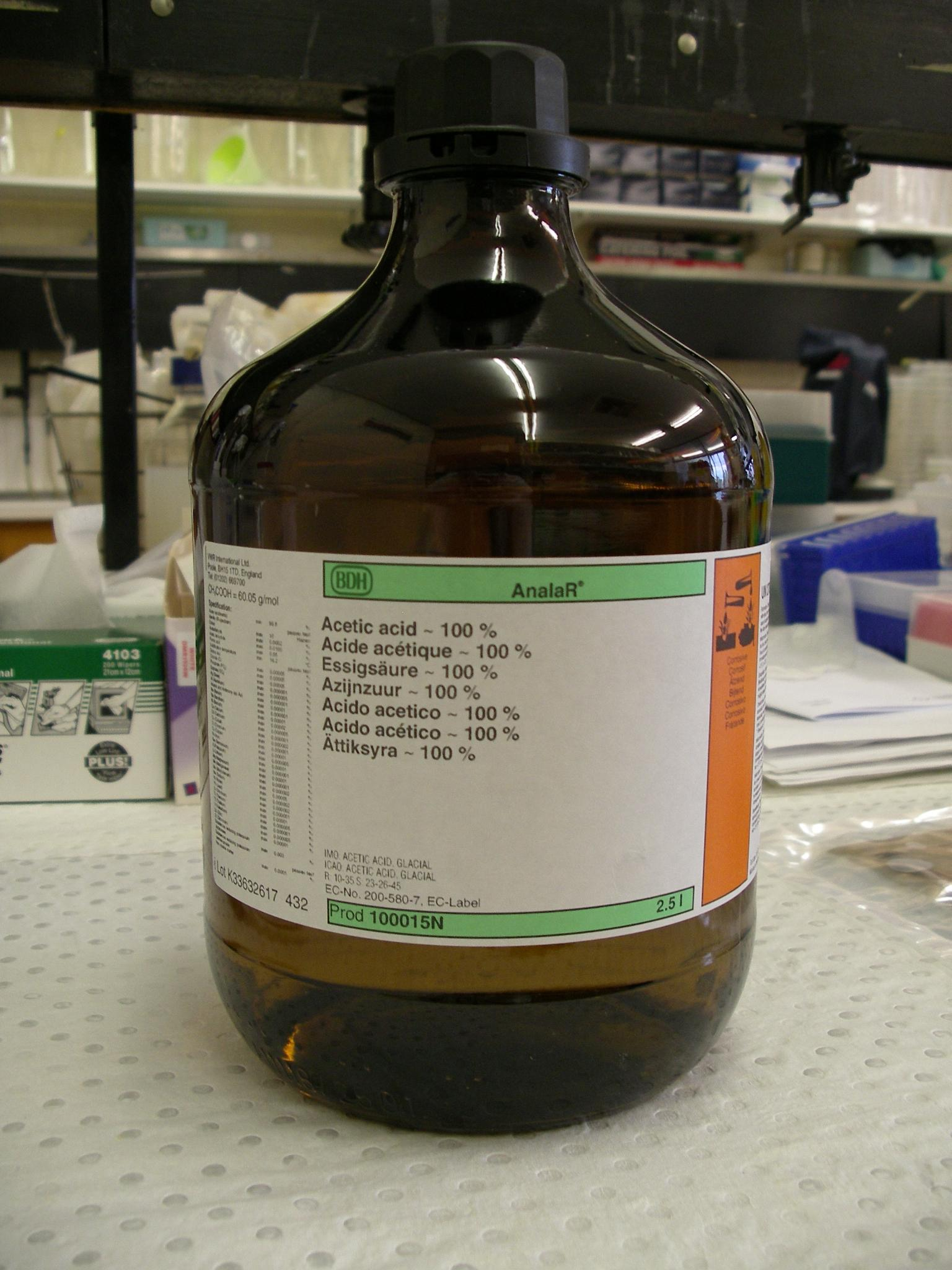
2.5-litro frasco de ácido acético em um laboratório.

- Como condimento em saladas (vinagre)
- Como solvente
- Síntese de perfumes e corantes
- Preparação da seda artificial
- Neutralização de filmes e papéis fotográficos
- Tinturaria
- Imprensa
- Obtenção de sais metálicos para a fabricação de tintas e inseticidas.
- Interruptor da revelação de filmes e papéis fotográficos
- Produção da aspirina.
- É usado para exames diagnósticos para detectar o H.P.V. (Papiloma Vírus Humanus).

## Segurança
O ácido acético concentrado é corrosivo e deve consequentemente ser manipulado com cuidado apropriado, pois pode causar queimaduras na pele, danos permanente aos olhos, e irritação às mucosas em geral. Estas queimaduras ou bolhas podem aparecer horas após a exposição.
| Concentração por massa | osmolaridade     | Classificação  | efeitos                         |
| ---------------------- | ---------------- | -------------- | ------------------------------- |
| 10%–25%                | 1.67–4.16 mol/L  | Irritante (Xi) | irritação em olho e pele        |
| 25%–90%                | 4.16–14.99 mol/L | Corrosivo (C)  | queimaduras                     |
| >90%                   | >14.99 mol/L     | Corrosivo (C)  | severas queimaduras, inflamável |